# Guillem Jaime
Guillem Jaime Serrano (Tarragona, 6 de enero de 1999), más conocido como Guillem Jaime, es un futbolista español que juega en la posición de defensa en las filas del K. F. Egnatia de la Superliga de Albania.

## Trayectoria
Natural de Tarragona, es un defensa formado en la cantera del CDC Torreforta, que con 8 años ingresó en la estructura del F. C. Barcelona. En el club blaugrana iría quemando etapas por todos los equipos de las categorías inferiores y sería el encargado de levantar la copa de la Liga Juvenil de la UEFA en la temporada 2017-18 como capitán del Juvenil "A".
Durante la temporada 2018-19 hizo su debut con el F. C. Barcelona "B" en el Grupo III de la Segunda División B, en el que jugaría durante dos temporadas, disputando 47 partidos en ese período. En julio de 2020, tras no llegarle la oportunidad de debutar con el primer equipo, decidió poner fin a su etapa en el club blaugrana tras 14 años en La Masía.
El 28 de agosto de 2020 firmó por el C. D. Castellón de la Segunda División por dos temporadas. El 1 de febrero de 2021 se fue cedido al Nástic de Tarragona de la Segunda División B, tras haber participado en 11 partidos, nueve de ellos como titular, con el cuadro orellut.
El 17 de agosto de 2021, un año después de su marcha, volvió al F. C. Barcelona "B". Esta segunda etapa duró una temporada, llegando en julio de 2022 al C. F. Intercity.
En enero de 2025, tras llevar desde el inicio de campaña sin equipo, fichó por el Antequera C. F. que competía en la Primera Federación. Participó en diecisiete partidos lo que restaba de temporada y en julio decidió probar suerte en el extranjero después de unirse al K. F. Egnatia albanés.

## Clubes
| Club                         | País    | Año       |
| ---------------------------- | ------- | --------- |
| F. C. Barcelona "B"          | España  | 2018-2020 |
| C. D. Castellón              | España  | 2020-2021 |
| Nástic de Tarragona (cedido) | España  | 2021      |
| F. C. Barcelona "B"          | España  | 2021-2022 |
| C. F. Intercity              | España  | 2022-2024 |
| Antequera C. F.              | España  | 2025      |
| K. F. Egnatia                | Albania | 2025-     |